# Еготело молуцький
Еготело молуцький (Aegotheles crinifrons) — вид дрімлюгоподібних птахів родини еготелових (Aegothelidae).

## Поширення
Ендемік Індонезії. Поширений на островах Гальмагера і Бачан. Трапляється в рівнинних і гірських дощових лісах, вторинних лісах, на кокосових плантаціях, садах тощо. Головною умомвою проживання є наявніть високих дерев.

## Опис
Найбільший представник родини. Птах завдовжки 29 см і вагою 100—160 г. Верхня частина сіро коричнева з білими смугами. Нижня частина ряба, світло-сіра. Білий комірець на шиї, що характерний для інших видів еготелових, відсутній. Надбрівна смуга світло-сіра.

## Спосіб життя
Як і всі еготелові активний вночі. Живиться літаючими комахами, на яких полює із засідки на гілці. Даних про розмноження немає.